# مانولو بلانیک
مانولو بلانیک (انگلیسی: Manolo Blahnik؛ زادهٔ ۲۷ نوامبر ۱۹۴۲) طراح مد و کارآفرین اهل اسپانیا است، که مالک برندی با همین نام نیز می‌باشد.